# ラットレース

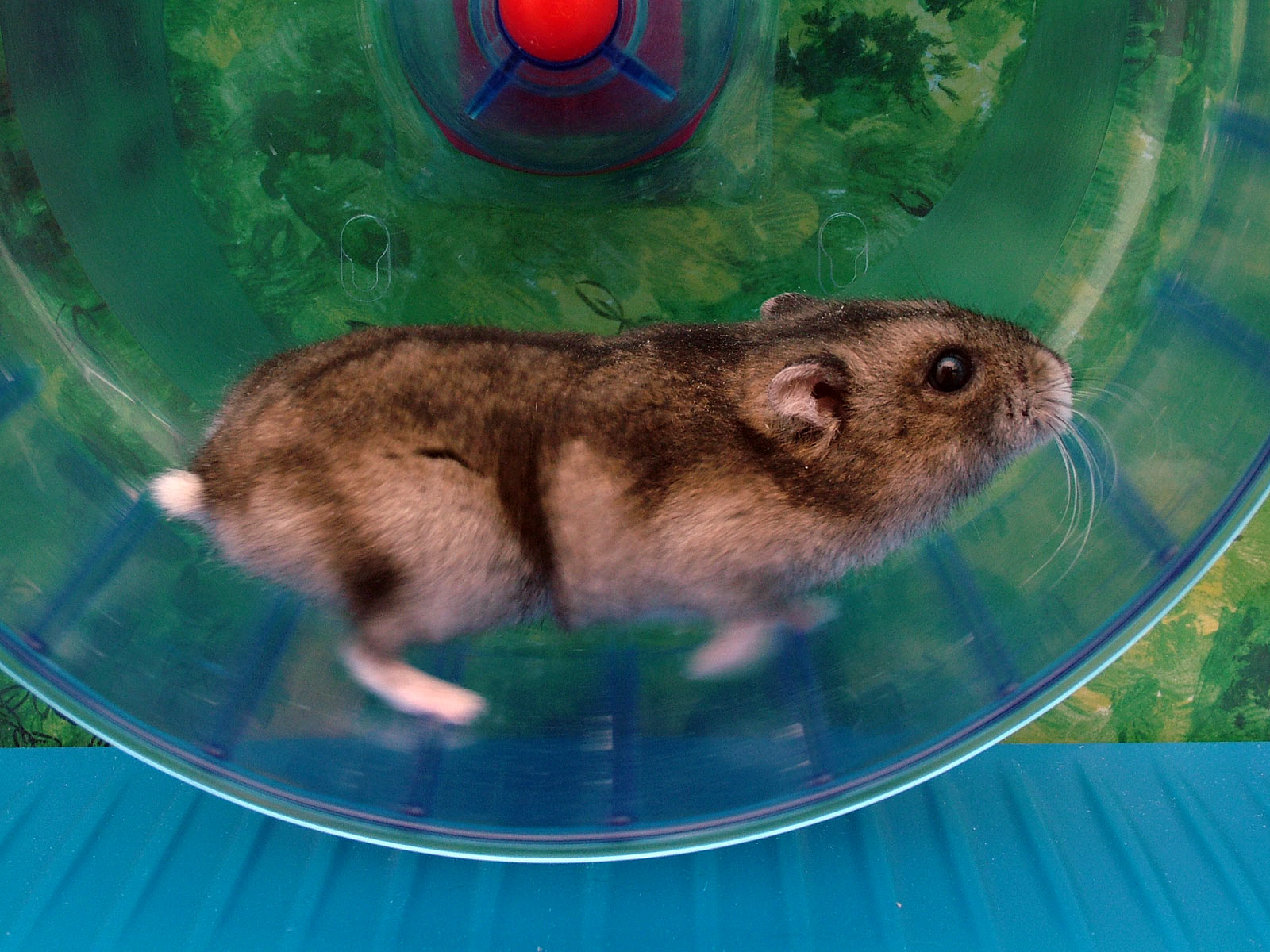
回し車の中を走るジャンガリアンハムスター。ラット・レースの例えとしてこのような画像がよく用いられる

ラットレース（英語:rat race）とは、働いても、働いても、一向に資産が貯まらない状態のことである。
働いても、働いても、一向に資産が貯まらない様子が、回し車の中で、クルクル回っているネズミに似ていることから定義されていると、ロバート・キヨサキが自著「金持ち父さん 貧乏父さん」の中で語っている。
「支出の額は、収入の額に達するまで膨張する」というパーキンソンの第2法則とも、内容がよく似ている。
対義語として、「ファーストトラック」という言葉がある。これは、足踏みしているラット達を尻目に、横の高速道路を早いスピードで疾走している様子が、資産が資産を生み続ける様子によく似ていることから名付けられている。